# Wilhelm von Baumbach (Landrat)
Wilhelm Moritz Ludwig Karl von Baumbach (geboren 26. August 1863 in Kassel; gestorben 25. Dezember 1949 in Kirchheim) war ein deutscher Adliger und Landrat in Burgdorf bei Hannover.

## Leben
Wilhelm von Baumbach wurde 1863 in Kassel als evangelisch-reformiert getaufter Sohn des aus dem hessischen Uradelsgeschlecht von Baumbach stammenden Appellationsgerichts-Vizepräsidenten Ernst von Baumbach und Klothilde von Baumbach geboren.
Er heiratete am 15. Januar 1898 in Kassel Margarethe Freiin von Dörnberg (geboren 14. Januar 1877, Tochter von Julius Freiherr von Dörnberg).
Im März 1902 übernahm von Baumbach als Nachfolger von Gottlieb von Meyeren die Aufgaben als Landrat im Amt Burgdorf bei Hannover. Dort verbot er im Frühjahr 1904 für alle Ortschaften im Kreis Burgdorf das Osterfeuer unter Androhung von Polizeigewalt und gesetzlicher Ahndung mit der Begründung, kleinere Kinder könnten durch den Anblick des Feuers veranlasst werden, selbst „Osterfeuer zu spielen und dadurch Schadenfeuer verursachen.“ Zudem hätte der Brauch mit christlichen Weltanschauung nicht das geringste  zu tun, sondern wäre ein Überrest aus altheidnischer Zeit. Baumbachs Verbot löste in den 83 betroffenen Gemeinden, zu denen unter anderem der Ort Lehrte zählte, und über die Kreisgrenzen hinaus große Empörung und heftige Debatten aus. Position gegen Baumbachs Verbot bezogen neben zahlreichen Geistlichen unter anderem der Heimatkundler Ernst Bödeker, der Heimatdichter Hermann Löns sowie Hans Pfeiffer in der Zeitschrift Niedersachsen sowie in der örtlichen Presse. In der Folge hob die hannoversche Provinzialregierung Baumbachs Verordnung wieder auf.